# Setsuko Yoshida
Setsuko Yoshida, född 4 november 1942 i Aichi, var en japansk volleybollspelare.
Yoshida blev olympisk silvermedaljör i volleyboll vid sommarspelen 1968 i Mexico City.